# ツァリク
ツァリク（アルバニア語: Cërrik, Cërriku）はアルバニアのエルバサン州の基礎自治体と町の一つである。旧基礎自治体のツァリク、ゴスティマ、モラス、シャラスおよびクロスが合体した。ツァリク町は基礎自治体庁所在地。2023年に基礎自治体の人口は25,163人であり、町の人口は7,001人だった。北西にシュクンビン川があり、東にデヴォル川がある。
サッカークラブはKSトゥルビナ・ツァリク。ネクスヒプ・トゥルング・スタジアムはクラブの本拠地。